# آتشکده پیرچم
آتشکده پیرچم مربوط به دوره ساسانیان است و در شهرستان طارم، بخش مرکزی، دهستان آببر واقع شده و این اثر در تاریخ ۱ مهر ۱۳۵۳ با شمارهٔ ثبت ۹۸۴ به‌عنوان یکی از آثار ملی ایران به ثبت رسیده‌است.